# ماسافومي يوشيدا
ماسافومي يوشيدا (باليابانية: 吉田 真史) (6 سبتمبر 1985 في أماغاساكي في اليابان – )؛ هو لاعب كرة قدم سابق كان يلعب كلاعب وسط.

## وصلات خارجية
- ماسافومي يوشيدا على موقع رابطة كرة القدم اليابانية للمحترفين (اليابانية)